# Balsa zelleri
Balsa zelleri är en fjärilsart som beskrevs av Augustus Radcliffe Grote 1873. Balsa zelleri ingår i släktet Balsa och familjen nattflyn. Inga underarter finns listade i Catalogue of Life.